# Овъртън (окръг, Тенеси)
Окръг Овъртън (на английски: Overton County) е окръг в щата Тенеси, Съединени американски щати. Площта му е 1127 km², а населението – 20 118 души (2000). Административен център е град Ливингстън.